# Діалектологія
Діалектоло́гія (грец. διάλεκτος — наріччя, говір і грец. λόγος — слово, вчення) — розділ мовознавства, що вивчає діалектну мову, її просторову варіативність і територіальну диференціацію, історію формування мовно-територіальних утворень і окремих мовних явищ, співвідношення і взаємодію з іншими формами існування мови етносу — літературною, просторіччям, соціальними діалектами.
Діалектологія поділяється на синхронну та історичну.
Метою синхронної діалектології, або діалектографії, є опис говірок на одному хронологічному зрізі, їх функціонування; окреслення географії окремих одиниць діалектичної мови, визначення глибини структурної диференціації говірок; вияв закономірностей об'єднання говірок у мовно-територіальне утворення вищого порядку — говори (діалекти), наріччя; встановлення діалектичної основи літературної мови, опис характеру взаємодії діалектичної мови з іншими формами існування мови етносу. Синхронна діалектологія становить сукупність даних і їх наукову інтерпретацію про фонологічну, фонетичну, акцентуаційну й граматичну структури та словниковий, фразеологічний склад окремих говірок та їх об'єднань, межі поширення окремих явищ і територіальне членування діалектичної мови. Основним джерелом інформації є відповіді на діалектичні програми, питальники, діалектичні тексти, а також ті недіалектичні тексти (фольклорні, художні), які мають виразні говіркові риси; діалектичний матеріал оформляється у вигляді описів структури, лінгвістичних атласів, діалектних словників, зберігається у вигляді текстів.
Метою історичної діалектології, є встановлення генезису, історичних змін діалектичної мови, говорів і наріч як одиниць діалектичного членування; вияв відносної хронології діалектичних явищ, архаїчних та інноваційних елементів; здійснення діалектичної атрибутації писемних пам'яток як цілісних текстів чи їх окремих елементів, з'ясування їх відношення до певного діалекту. Джерелами діалектології є синхронна описова діалектологія та лінгвичні атласи різних типів, писемні пам'ятки, дані, свідчення споріднених мов та історії культури етносу. Матеріал подається у вигляді описів, атласів.
Синхронна та історична діалектологія взаємопов'язані, елементи історичної діалектології часто наявні у синхронних описах. В українській діалектології більшого розвитку набула синхронна діалектологія. Крім синхронної та історичної діалектології виділяють соціальну діалектологію — як частину соціолінгвістики, що вивчає соціально-класову, професійну, вікову диференціацію мови. Предмет соціальної діалектології — арґо, жаргони, сленги.